# Paullinia costata
Paullinia costata là một loài thực vật có hoa trong họ Bồ hòn. Loài này được Schltdl. & Cham. mô tả khoa học đầu tiên năm 1830.